# Tetragnatha tahuata
Tetragnatha tahuata là một loài nhện trong họ Tetragnathidae.
Loài này thuộc chi Tetragnatha. Tetragnatha tahuata được miêu tả năm 2003 bởi Gillespie.